# Forces Armades d'Uzbekistan
Les Forces Armades de la República d'Uzbekistan (en uzbek: O'zbekiston Respublikasi Qurolli Kuchlari, Ўзбекистон Республикаси Қуролли Кучлари) és l'exèrcit principal d'Uzbekistan. Formades per la Força Terrestre d'Uzbekistan i les Forces de Defensa Aèria i Aèria liderades pel ministeri de defensa. Les unitats paramilitars inclouen la Guàrdia Nacional, el Servei de Fronteres i una Força Fluvial. Es diu que és la força armada més gran i més forta d'Àsia central.

## Història
La capital d'Uzbekistan (Tashkent) fou una seu general soviètica del Turkestan durant els anys de la Unió Soviètica, i el 20 de febrer 1992 el nou Ministeri de Defensa es va fer càrrec de les oficines que abans havien estat utilitzades pel personal de la seu del districte militar. La RSS d'Uzbek tenia la presència militar soviètica més forta comparada a les altres repúbliques d'Àsia central controlant la seva pròpia i operant el seu propi Ministeri de l'Interior (MVD) independent del Ministeri de l'Interior de la Unió Soviètica.
El 2 de juliol 1992 un decret presidencial va establir un Ministeri de Defensa per substituir el Ministeri d'Afers de Defensa. Durant els següents anys, per decisió, van substituir els oficials russos per uzbeks ètnics i van reestructurar l'exèrcit per centrar-se en objectius com els disturbis civils, el tràfic de drogues i el grup terrorista Hizb-ut-Tahrir. El 1994 van establir l'Acadèmia conjunta per formar oficials de totes les branques de les forces armades. Tot i que la llengua uzbeka s'utilitzava cada cop més per l'exèrcit des de la reestructuració, el rus continuava sent l'idioma predominant utilitzat en l'entrenament dels oficials a causa que la majoria dels manuals estaven en rus. Però avui en dia la llengua uzbeka s'utilitza en tots els àmbits de les forces armades.

## Estructura de les Forces Terrestres d'Uzbekistan

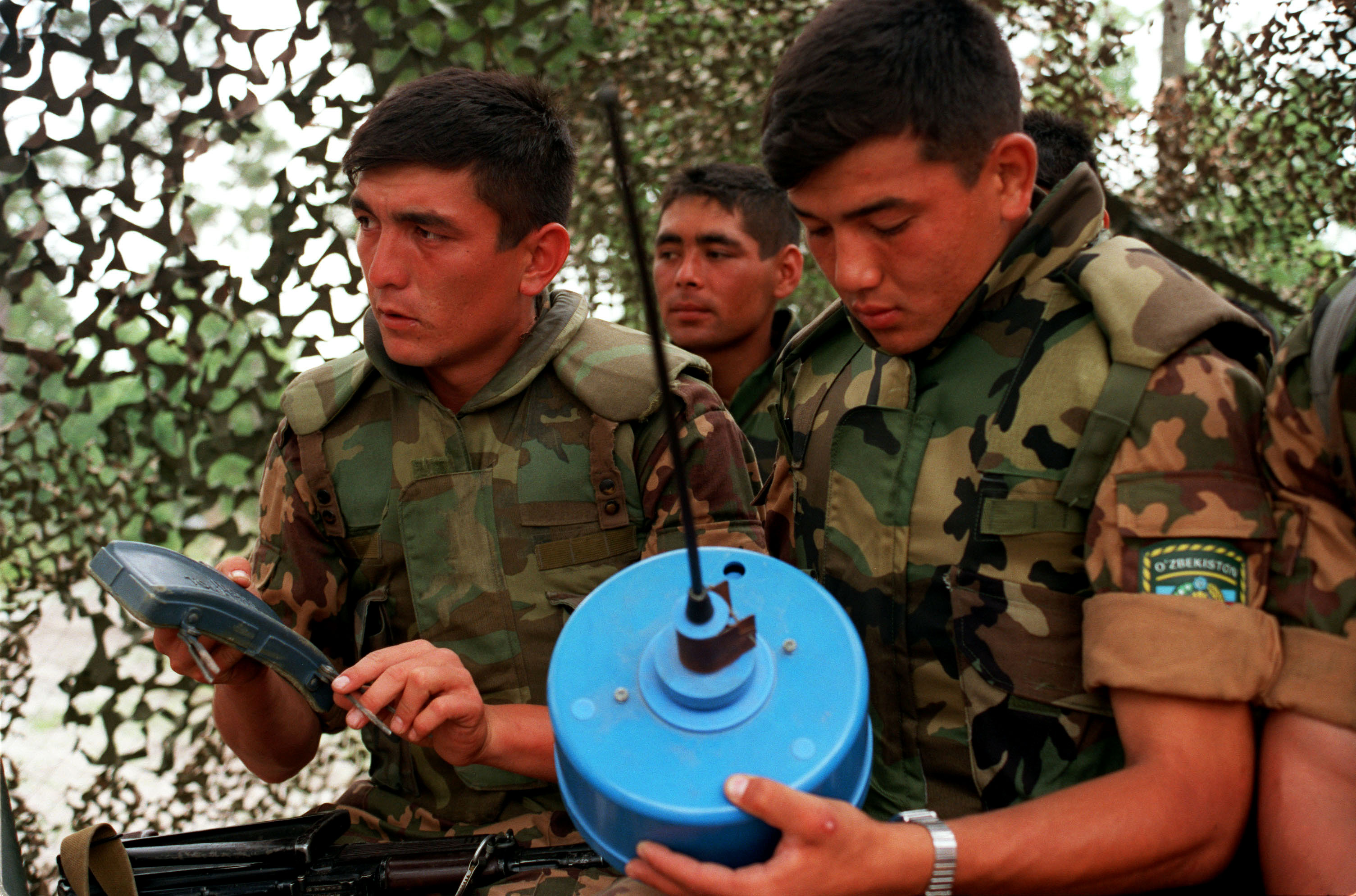
Forces Terrestres d'Uzbekistan durant l'operació conjunta "Cooperative Osprey '98".

L'exèrcit terrestre inclou cinc districtes militars. El 2001 la guarnició de Taixkent es va transformar en el districte militar de Taixkent. Les seus dels districtes militars i les seves àrees de responsabilitat són les següents:
| Districte                               | Ubicació de la seu | Notes                                                                                         |
| --------------------------------------- | ------------------ | --------------------------------------------------------------------------------------------- |
| Districte militar del nord-oest         | Nukus              | Karakalpakstan, província de Xorazm                                                           |
| Districte militar especial del sud-oest | Qarshi             | Província de Qashqadaryo, província de Surjandarin, província de Bukhara, província de Navoiy |
| Districte Militar Central               | Djizak             | Província de Dzhizak, província de Samarcanda, província de Sirdaryo                          |
| Districte militar oriental              | Ferganà            | Província de Fergana, província d'Andijan, província de Namangan                              |
| Districte militar de Taixkent           | Taixkent           | Província de Taixkent                                                                         |

### Unitats especials

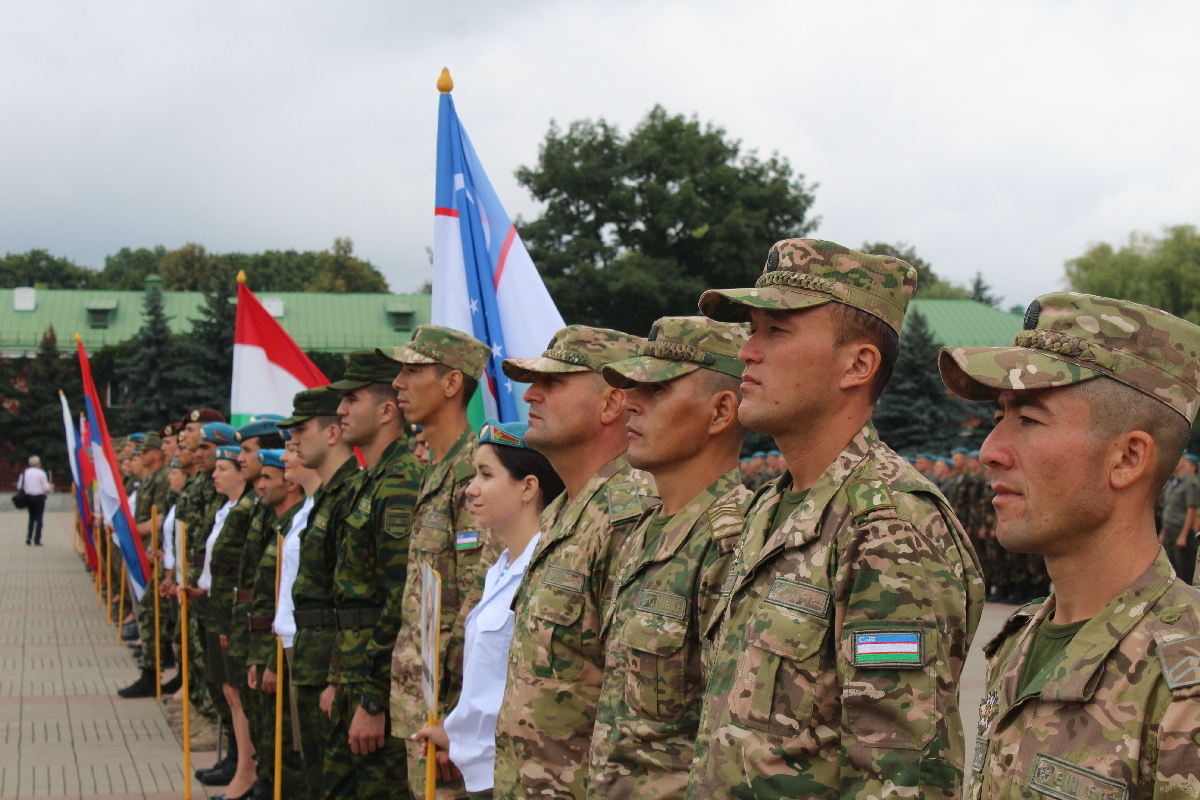
Les Forces Armades d'Uzbekistan avui en dia.

Les unitats especials paramilitars de les forces armades d'Uzbekistan són les següents:
- Conjunt Central de Cançó i Dansa de les Forces Armades – Fundat el 27 de maig de 1992[8]
- Batalló de la Guàrdia d'Honor
- Banda del Ministeri de Defensa
- Banda del Ministeri de l'Interior
- Banda de la Guàrdia Nacional
- Esquadra Hípica de la Guàrdia Nacional

### Unitats especials militars
- 15a Brigada Independent de Forces Especials
- 17a Brigada d'Assalt Aeri
- Batalló independent de propòsits especials "linx"

Les unitats especials militars es van formar per experts nord-americans i altres de l'OTAN, situats a províncies frontereres amb repúbliques amb problemes com l'Afganistan i Tadjikistan.